# Фаустіна
Фаустіна (*Faustina, д/н — †після 366) — третя дружина римського імператора Констанція II.

## Життєпис
Про її родину та батьків немає відомостей. Наприкінці 360 або на початку 361 року вийшла заміж за імператора Констанція II. Весілля відбулося в Антіохії. Втім, того ж року чоловік Фаустіни раптово помирає, при цьому вона була вагітна. Пізніше народила доньку. За імператорів Юліана та Йовіана зберегла свій статус та майно, не втручалася у політику.
У 365 році узурпатор Прокопій намагався використати Фаустіну та її доньку як заручниць. Після встановлення у 366 році влади Валента Фаустіна повернулася до спокійного життя. Про дату її смерті нічого невідомо.

## Родина
Чоловік — Констанцій II.
Діти:
- Констанція Максима, дружина імператора Граціана.